# 清和政策研究会
清和政策研究会（せいわせいさくけんきゅうかい、英語: SEIWAKEN）は、かつて存在した自由民主党の派閥。1979年1月24日に福田赳夫を中心に「清和会」として結成された。安倍晋三会長の死から13日後の2022年7月21日に開かれた総会で、「安倍派」の名称を継続して使用することが確認された。政治資金パーティー収入の裏金問題を受け、2024年1月19日に解散の方針が決定された。2025年6月25日に解散届を総務大臣宛てに提出し、同日付で正式に解散した。

## 概説
自民党内では、平成研究会や宏池会と並ぶ名門派閥であり、保守合同時の日本民主党（更に古くは日本自由党。岸信介、鳩山一郎派）の流れを汲む。
保守本流と呼ばれる平成研究会や宏池会系3派閥に対する、日本民主党の「反吉田茂」路線を起源に持ち、保守傍流と呼ばれる派閥の一つである。親米反共を基調としながらも自主憲法論・憲法改正論を唱え、再軍備に積極的であるなど比較的タカ派色が強く、冷戦期にはその反共主義志向の反映として、大韓民国や中華民国（台湾）に独自の人脈を持った。
一方で創設者の福田赳夫は、総理大臣として日中平和友好条約を締結し、岸の孫である安倍晋三は、第1次政権時には最初の外国訪問国として中国を公式訪問。胡錦濤国家主席と日中首脳会談を行い、日中両国の「戦略的互恵関係」の概念を初めて提唱。安倍の退陣後に総理となった福田赳夫の息子康夫もこれを引き継ぐ形で「戦略的互恵関係の包括的推進に関する日中共同声明」を発表しており、かつての青嵐会のような反中一辺倒の派閥という訳ではない。
岸派を川島正次郎と分けた福田赳夫から続く自民党の有力派閥であったが、「角福戦争」以降、他派閥が田中派（後の経世会→平成研究会）の支持なしに内閣総理大臣・自民党総裁になることが困難な時期が続いたため（いわゆる「田中支配」）、田中と対立関係にある福田が領袖である間は、福田政権の2年間を除いて非主流派に甘んじることが多かった。福田から派閥を引き継いだ安倍晋太郎は幹事長として竹下政権を支えたが、総裁の座を目前にして病に倒れた。1993年の経世会分裂以降は三塚博、森喜朗といった実力者が執行部入りして主流派となることも多かったが、安倍の死去後は派内の内紛が耐えない時期でもあった。森内閣において福田以来久々に総裁派閥となったが、森内閣は小渕内閣を継承しており、平成研究会の影響が強かった。
創設者の福田赳夫は大蔵省（財務省の前身）官僚の出身で銀行等の金融業界に力を持っていたとされるが、田中派ついで竹下派の全盛時代に、その他の各種業界との関係は田中派・竹下派らの族議員に握られていき、また、財界主流との関係も薄れていったとされる。清和会が名実ともに総裁派閥の主流派として実質的に政権の中枢を担うようになったのは、小泉内閣以降である。第二次以降の安倍内閣においても、二階派の二階幹事長（当時）が各種業界との窓口になったことで業界とのつながりが広がらず影響力があるのは文教関係と運輸業界くらいとされ、一方で自派議員数拡大のため「安倍チルドレン」と呼ばれる新人議員を増やしたことから、資金力の弱い議員が多く、一説にはそれが世界平和統一家庭連合（統一協会）との関係やパーティ券販売のキックバックを利用した裏金作り疑惑の土台となったとする見方がある。
2022年7月の安倍晋三銃撃事件以来、清和研と世界平和統一家庭連合（旧統一協会）との関係がマスコミや識者から指摘されている。本事件後、複数の政治家に旧統一教会との接点があったことが明らかになった。弁護団とともに旧統一教会を調査しているジャーナリストの鈴木エイトは、旧統一教会と関係を持つ政治家は自民党を中心に多数いると指摘した。

### 事務所
福田派時代にグランドプリンスホテル赤坂（旧赤坂プリンスホテル）の旧館（旧李王家邸）内に事務局を設置し、同ホテルで毎年1回春頃に政治資金パーティーを開催することが慣例となっていたが、同ホテルの営業終了に伴い、2011年2月、平河町に移転した。

## 歴史

### 岸派解散と党風刷新懇話会結成

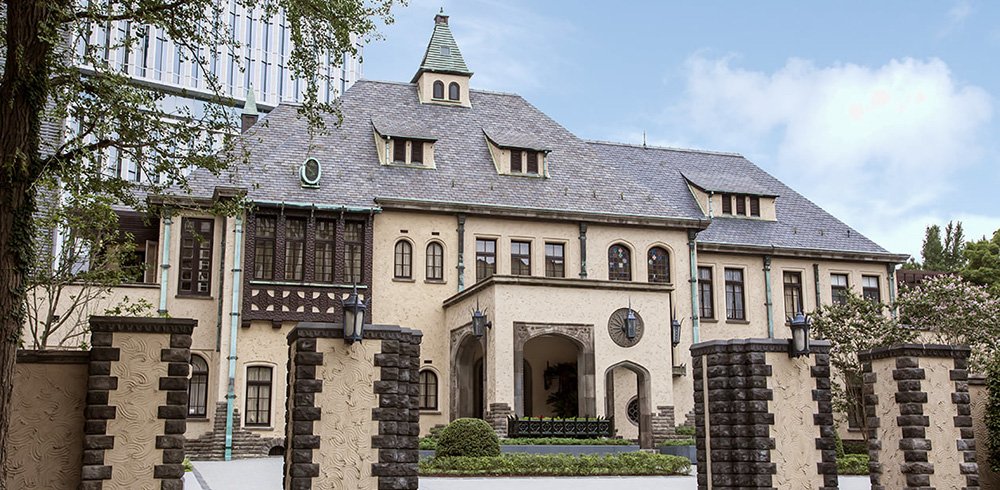
旧赤坂プリンスホテルの旧館（旧李王家邸）

1955年の保守合同時の日本民主党側（岸信介派や鳩山一郎派）の流れを汲む。1962年、池田勇人（宏池会）の「所得倍増計画」に異を唱える福田赳夫を中心として、十日会（岸信介派）から分裂し、派閥横断で結成された党風刷新連盟（結成当初は党風刷新懇話会）が起源。同年10月30日に岸信介によって、十日会の解散が宣言された。
1964年11月9日で池田内閣が終わり、同日、佐藤栄作が内閣総理大臣に就任した。党風刷新運動が終了した後には、福田の下には24名の国会議員のみが残った。彼らは、岸派事務所があった赤坂プリンスホテル旧館を活動拠点にし、「事実上の福田派」として活動するようになった。

### 福田派

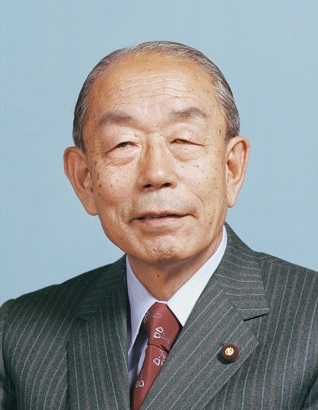
福田赳夫

1965年6月3日、第1次佐藤第1次改造内閣が発足。佐藤栄作は、自由党時代から実兄の岸信介に仕えていた福田赳夫を大蔵大臣に抜擢し、党幹事長には自派閥の田中角栄を起用した。
自民党総裁選8日前の1966年11月23日、佐藤は記者会見の場で、「右腕」の田中には何も知らせず、党幹事長を別の者に交替させると発表した。12月1日に行われた党総裁選で佐藤は当選。12月3日、第1次佐藤第3次改造内閣が発足。党内人事も同時に行われ、佐藤は福田を党幹事長に起用した。池田本流とつながりの深い田中を切り、福田を頂点とする〝新佐藤派〟に派閥を再編することが目論見であったとされる。以後、福田は佐藤の後継者と見られるようになった。
福田は首相となるには数ではなく資質と考え、派閥の拡大をしなかった。そのため1970年11月、三期目中の佐藤は、最終的に首相になるには自民党総裁選での数の論理であるのに後継者と考えている福田に自派閥が無いことを心配した。福田は派閥「紀尾井会」として、組織・遊説、政策、情報・宣伝の3部会を設置し、漸く正式な初の福田派を旗揚げした。
1972年まで7年に及んだ佐藤内閣の後継をめぐるいわゆる「ポスト佐藤」の争いにおいて、佐藤における意中の後継者は福田であったが、政権末期に田中の猛追を受け、結局総裁選で敗れた(1972年自由民主党総裁選挙)。総裁選で敗れた直後に周山クラブ（保利グループ）と春秋会（園田派）を糾合し「八日会」へと名称変更した。この挫折を機に、領袖福田のもと、七日会（後の木曜クラブ、田中派）と「角福戦争」と呼ばれる激しい派閥抗争を繰り広げたが、福田自身が「派閥解消」論者であり、必ずしも派閥活動に積極的でなかったこともあって伸び悩んだ。
1976年12月5日に行われた第34回衆議院議員総選挙で自民党は半数を割り込み、責任を問われた三木武夫首相は12月17日に退陣を表明した。大平正芳とのあいだで「三木の後はまず福田が総理、2年後に大平に譲る」とする密約（いわゆる大福密約）を交わしていた福田は12月23日に行われた党総裁選で無投票で当選し、翌24日に内閣総理大臣に就任した。福田赳夫内閣の発足にあたり派閥解消を提唱、率先して八日会を解散した。
1978年11月26日に行われた自民党総裁選挙で大平・田中連合の前に敗北した。12月7日、福田は内閣総理大臣を辞任。福田の退陣に伴い再結成の機運が高まる。
1979年1月24日、福田を中心として「清和会」が結成された。出典は、東晋の元帝が詔で諸葛恢の統治を「政清人和（清廉な政治でおのずから人民を穏やかにした）」と称賛した故事による（『晋書』諸葛恢伝）。この清和会は略称ではなく正式名称である。1984年に自由革新同友会（石原派・旧中川派）を吸収する（古屋圭司の養父・古屋亨は先行離脱し福田派に移籍していた）。

### 安倍晋太郎派

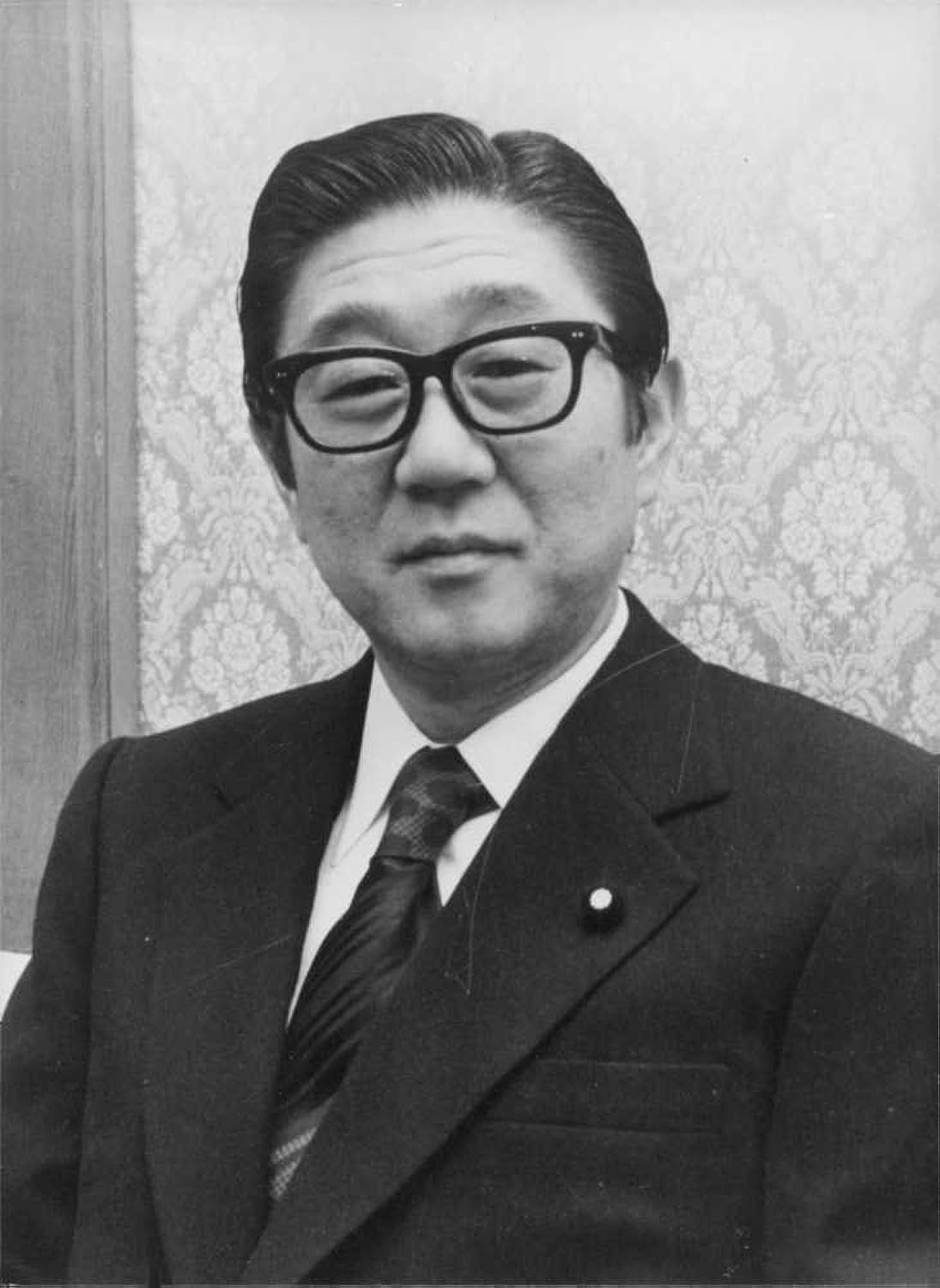
安倍晋太郎

1986年7月6日に行われた衆参同日選挙で自民党は圧勝。同年7月14日、福田は後継会長に安倍晋太郎を指名し、安倍は同日付で会長に就任。
派閥内の三塚博・加藤六月・塩川正十郎・森喜朗の4人の実力者は安倍派四天王と呼ばれ、経世会の“竹下派七奉行”と比較された。安倍は中曽根康弘の後継を目指すが、1987年10月20日の中曽根裁定により、首相の座は竹下登が射止めた。竹下内閣では幹事長として主流派入りし、ポスト竹下の最右翼と見なされていたが、1988年、自身の秘書がリクルートコスモス（現「コスモスイニシア」）の非公開株を譲り受けていたことが発覚。リクルート事件のダメージを受ける。さらに1989年5月、安倍は膵臓がんの手術を受け（表向きには総胆管結石治療とされた）、同年7月まで長期入院を余儀なくされた。
1991年5月15日、病状悪化により、安倍は死去した。

### 三塚派

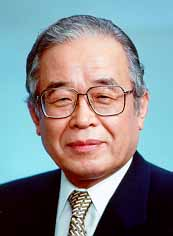
三塚博

その後、安倍の後継会長を三塚博と加藤六月が争う。この抗争は両者の名を取って「三六戦争」と呼ばれた。
1991年6月20日、森喜朗の支持を得た三塚が清和会会長に就任した。
同年10月27日に行われた党総裁選に三塚は立候補するが、加藤は、竹下派の推す宮澤喜一支持を表明した。そのため加藤は同年10月に三塚派を除名され、政眞会を結成、のちに自民党も離脱することとなった。加藤の離脱後、三塚を支持した森、塩川、小泉、玉澤徳一郎、中川秀直などと、加藤を支持したものの清和会に残った亀井静香、平沼赳夫、中川昭一、尾身幸次、町村信孝などとの間にしこりが残ったといわれている。
三塚派に移行してからは、森系と、急速に派内での発言力を増していた亀井系との対立が激しくなる。
1994年11月24日、自民党の下野に伴い呼び掛けられた派閥解消で、清和会は解散し、派閥に代わり結成が認められたグループとして「21世紀を考える会・新政策研究会」が結成された。三塚は同会の会長にそのまま留任した。
1998年、森系主導により、三塚派の独自候補として小泉純一郎の自民党総裁選出馬を決定したことに亀井系が反発。異議を唱えるが押し切られ、総裁選後に森が党幹事長に就任したことで派の分裂が決定的となる。同年9月に亀井系は三塚派を離脱した。

### 森派

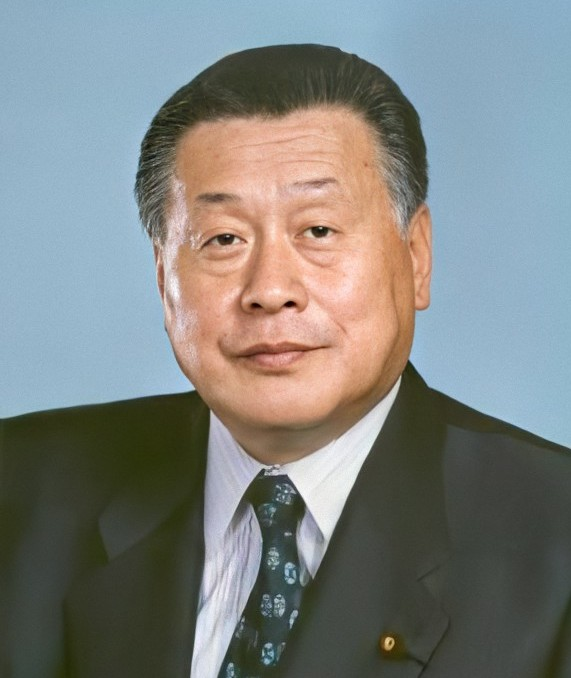
森喜朗

1998年12月11日、三塚は後継会長に森を指名した。同年12月15日、「21世紀を考える会・新政策研究会」は「清和政策研究会」に名称変更。新会長に森が就任した。 
2000年4月5日、森が首相に就任。福田以来の総裁派閥となった。森は派閥を一時的に離脱したため、4月6日、小泉純一郎が会長に就任した。派閥を継承した森は同じく発言力を増しつつあった小泉と組み、混乱していた派内を掌握した。ただし、森内閣は基本的には小渕前政権を継承しており、野中広務、村上正邦、青木幹雄といった前内閣を支えた他派閥の実力者に依存し、野中らにより加藤の乱も抑え込んだ。なお、小泉が会長を務めていた期間も呼称は森派のままであった。
2001年4月26日、森内閣が総辞職。同日、小泉が首相に就任、森は派閥の会長に復帰した。小泉は派閥を恒久的に離脱したため、会長総裁分離が定着した。小泉は最大派閥であった橋本派を「抵抗勢力」と名指し、三木内閣以来25年ぶりに同派を執行部から排除する一方、青木幹雄が実力者だった同派の参院側の協力を得て最大派閥を牽制・分断した。その結果、2005年の衆議院選挙で党内第一派閥へと躍り出て、「清和会支配」に移行した。
2006年、小泉総裁退任に伴う自民党総裁選挙では有力候補として同じ森派の安倍晋三と福田康夫の名がそれぞれ挙がった。森派はかつて安倍・福田の父親が率いた派閥であることも注目され、2人が立候補すれば森派の分裂も予想されたものの、福田が不出馬を宣言したため派閥内の候補者分裂は回避された。同年9月20日、総裁選が執行され、安倍が総裁に選出された。

### 町村派

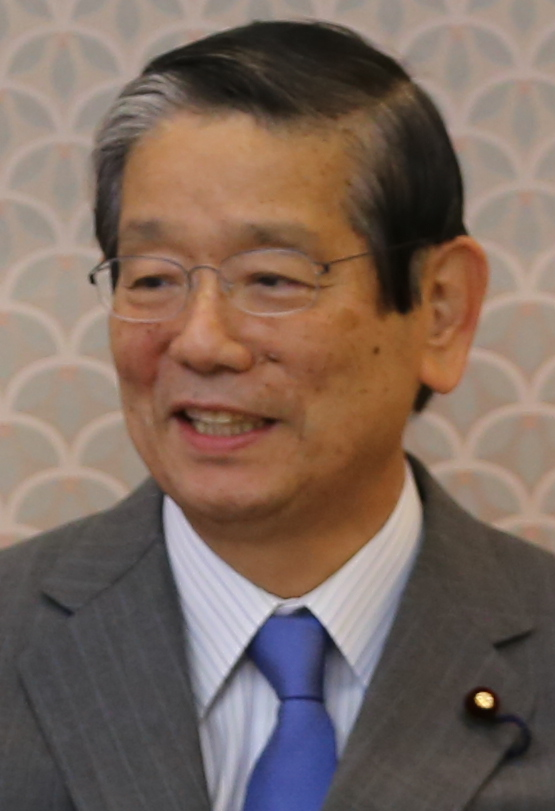
町村信孝

2006年10月19日、森は派閥会長を退任し、町村信孝が同派会長に就任。派閥名は「町村派」となった。10月26日の派閥総会で森は同派名誉会長に就任した。町村への派閥継承は、幹事長に就任したもう一方の実力者の中川秀直とのバランスを考慮したものだったとされる。その影響力や行動などから領袖から退いた後も森が事実上の派閥のオーナーと考えられていた。
2007年7月に行われた第21回参議院議員通常選挙の結果自民党は敗北したが、町村派は参議院でも津島派を抜き、衆参両院で党内最大派閥となった。数を減らした他派閥に配慮して、無派閥議員への派閥勧誘は他派閥が終えるのを待ってから行った。
同年9月23日、自民党総裁選が執行。福田康夫が総理総裁になり森・小泉・安倍・福田の4代連続で総理総裁を輩出する。町村が福田康夫内閣の官房長官に就任したことにより、派閥会長職を廃して代わりに代表世話人を置くことを決定。代表世話人には町村・中川秀直・谷川秀善（参院）の3人が就き、集団指導体制となった。官房長官という要職での入閣により閥務に比重が置けない町村と、党幹事長を辞任して派閥に復帰した中川の派内での処遇を考慮した結果の措置であった。報道での派閥名は町村派から変更されなかった。
2008年3月、総理総裁就任以来派閥を抜けていた安倍晋三が「相談役」として復帰。安倍復帰前からの相談役としては衛藤征士郎らがいる。一方、小泉純一郎は首相退任後は無派閥のまま、2009年に政界を引退した。
同年9月22日、福田総裁退任に伴う自民党総裁選が執行。この年の総裁選は町村も有力な総裁候補ではあったものの、安倍・福田と2代にわたって政権運営に失敗したことから、森・安倍・町村は安倍・福田政権を支え続けた麻生太郎を支持し、清和会から総裁候補を擁立しない方針を採った。中川がこの方針に反して小池百合子を擁立したため、派内の分裂が表面化した。麻生内閣発足に伴い幹事長ポストに細田博之が就任。町村は官房長官を離任したが、集団指導体制に変更はなかった。
2009年1月に入り、2011年からの消費税増税を目指した麻生政権に対し、中川は「その瞬間に判断する」などと本会議での造反をちらつかせ抵抗した。一時は決裂の様相も見られた。結局税調幹部でもある町村が増税実施時期を明記しない形での中川との妥協案を作成し対立は収束したが、政権に反対した動きは森、安倍などの怒りを買い、中川を代表世話人から外す考えが示された。
同年2月5日の派閥総会で森が提案した人事案は、町村を会長に昇格させ、中川と谷川を代表世話人として続投させるというものであった。中堅、若手の一部からは反対する声もあったが、最終的に人事案は了承され、町村が会長に復帰することになった。同年3月5日の総会で森が最高顧問から安倍と同じく相談役に就くことが決まり、町村会長のもとでの新体制が固まった。
同年8月30日の第45回衆議院議員総選挙により、衆議院における勢力は公示前の3分の1に減少し、古賀派に次ぐ第2位に後退したが、参議院と合わせ、全体として最大派閥の座は維持した。9月3日、元防衛大臣の小池百合子が「派閥単位ではなく、党まるごとで一致団結すべき」として退会した。
同年9月28日に行われた自民党総裁選は、町村派からは西村康稔が立候補したが得票数3位で落選。新たに発足した谷垣執行部では総裁および党幹部ポストから外された。町村派が党執行部ポストに就任できなかったことは、福田派時代の1979年の大平政権以来30年ぶりのことであった。
同年10月、町村の意向で代表世話人の廃止が了承された。同月末、代表世話人廃止により派内で事実上失脚した中川秀直が退会した。
2010年8月12日の自民党参議院議員会長選挙をめぐり、森喜朗が音頭を取って町村派、額賀派、古賀派は谷川秀善参院幹事長を推した。しかし町村派の安倍晋三、世耕弘成など中堅・若手が「派閥で動くのは良くない」と造反し、伊吹派の中曽根弘文を推薦した。選挙の結果、中曽根が参院議員会長に就任した。
同年9月2日、幹部会が開かれ、造反議員の処分を検討したが結論は出なかった。森は、谷川の票固めに失敗した鈴木政二をなじったり、安倍に対する不満をあらわにしたりした挙句、「額賀派や古賀派に合わせる顔がない」「もう面倒見切れない」と派閥退会届を提出した。12月11日、会長の町村が正式に届を受理した。
2012年8月28日、安倍晋三は、森喜朗の国会内の事務所を訪ね、任期満了に伴う総裁選への出馬の意向を伝えた。同じく出馬の意向を固めた町村は9月2日、取材に応じ、安倍が断念する形での派閥候補の一本化に期待を示したが、安倍も町村も引かず分裂選挙となった。派内では町村支持が7割程度と優勢で、安倍は他派閥や無派閥議員の支援を得て選挙戦を戦った。選挙戦の最中に町村は体調不良で活動を中止するも、そのまま投票日まで立候補は取りやめなかった。これは立候補を取りやめた場合、自身への票がそのまま安倍に流れることを警戒したためともいわれる。9月26日、決選投票で安倍が石破茂を破り当選。自身2度目の総裁に返り咲いた。
同年12月の第46回衆議院議員総選挙の結果、自民党が政権を奪還した。これまでの民主党政権は旧経世会の色が濃かったが安倍が内閣総理大臣に再び就任したことで清和会中心の政治が復活した。
2013年7月の第23回参議院議員通常選挙の結果、自民党が参議院第一党に返り咲き、自公連立が参議院過半数を確保したことを受け、会員の山崎正昭が参議院議長に就任。

### 細田派

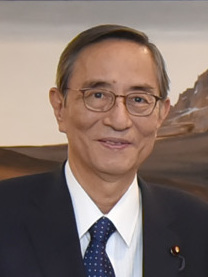
細田博之

2014年12月14日に第47回衆議院議員総選挙が執行。同年12月24日、会長の町村信孝が衆議院議長に就任。このため、立法府と行政府の長を町村派出身議員が独占することとなった。議長はどこの政党にも属さないという慣例により町村は会派(自民党)と派閥から離脱した。同月25日、細田博之が後任の会長に就任し、細田派となった。町村は病気により議長を辞任した後に会長に復帰することなく死去したため、細田がそのまま会長であり続けた。
2016年の第24回参議院議員通常選挙後、会員の伊達忠一が参議院議長に就任。
2018年1月25日、下村博文が細田派の事務総長に就任。
2019年、政治団体「清和政策研究会」の代表者兼会計責任者の畠山三男が高齢のため退任することになった。世耕弘成は同じNTT出身で、政治団体「21テレコム会議」（現・21ICT協議会）代表理事や日本会議杉並支部長を務める松本淳一郎を連れてきて後任に据えた。松本は事務局長として細田派の事務方を取り仕切った。
同年9月11日、第4次安倍第2次改造内閣が発足。下村博文は自民党選挙対策委員長に就任し、細田派の事務総長を退任。これに伴い、翌12日に松野博一が事務総長に就任した。
2020年8月28日、安倍が首相を辞任する意向を正式に表明。
同年9月14日に行われた自民党総裁選挙では、一時期下村博文・稲田朋美・西村康稔が立候補に意欲を見せたが、最終的には派として菅義偉を支持した。菅政権では下村が政調会長として執行部入りした。
2021年2月18日、森喜朗の後任として橋本聖子が2020年東京オリンピック・パラリンピック競技大会組織委員会会長に就任。それに伴い橋本は自民党離党および派閥を離脱。
同年5月26日発売の『月刊Hanada』7月号に掲載されたインタビューで、安倍は「ポスト菅」候補として、茂木敏充、加藤勝信、下村博文、岸田文雄の4人の名を挙げた。そして6月25日発売の8月号に掲載された櫻井よしことの対談の中で、自派閥の「ポスト菅」のさらなる有力候補として松野博一、萩生田光一、西村康稔の名を挙げた。父親の安倍晋太郎が派閥の会長だった時、塩川正十郎、加藤六月、森喜朗、三塚博の4人が「安倍派四天王」と呼ばれたことになぞらえて、「下村、松野、萩生田、西村」の4人は一部から新たな「四天王」と目された。
同年8月18日、下村博文は安倍に自民党総裁選挙出馬の意向を伝えた。しかしその後、8月30日に菅義偉首相に官邸に呼ばれ、立候補するのか政調会長を辞任するのか決断を迫られ、立候補を断念した。
同年9月29日に行われた自民党総裁選挙では、派閥としては安倍が支援要請をした高市早苗及び細田らが支援する岸田文雄の2人を支持することを決定した。岸田文雄が第2回投票で河野太郎を破り当選。10月1日、自民党の新執行部が発足。細田派からは当選3回の福田達夫が党総務会長に抜擢された。10月4日に発足した第1次岸田内閣では松野博一が官房長官に任命されるなど、4人が入閣した。10月7日、西村康稔が安倍派の事務総長に就任した。10月14日の衆議院解散を受け、高木毅が党国会対策委員長に就任した。
同年10月31日、第49回衆議院議員総選挙が執行。所属議員は8人減り、87人となった。

### 安倍晋三派

#### 2021年11月 - 12月

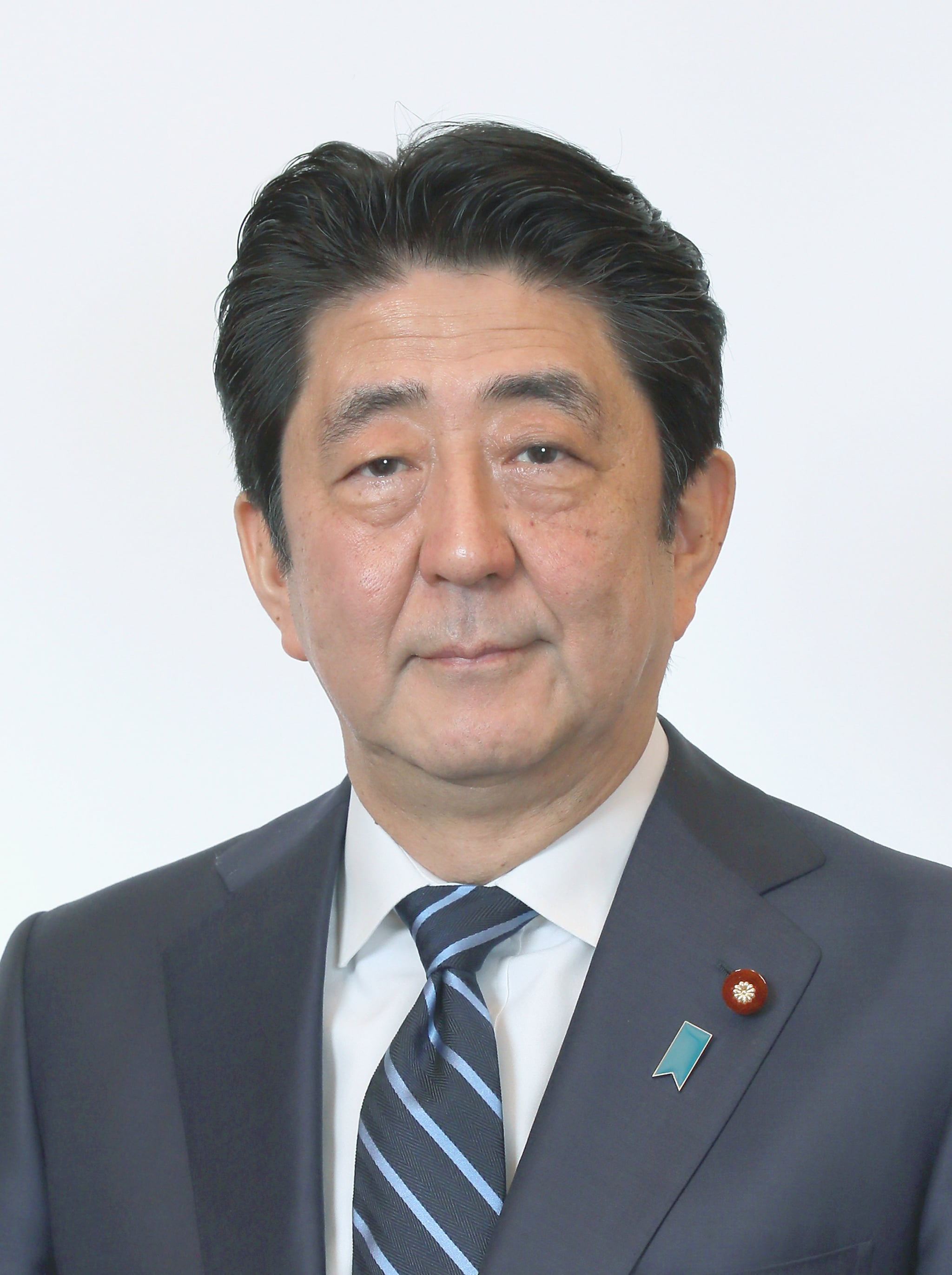
安倍晋三

2021年11月8日に開かれた国会の各派協議会で、自民党と立憲民主党は新しい衆議院議長に細田を、副議長に海江田万里を推す案を提案し、与野党で合意した。10月の衆院選に出馬せず政界を引退した大島理森の後を受けて議長に選ばれたことにより、細田は慣例によって派閥を離脱することとなった。11月9日、細田派は臨時の幹部会を開催。安倍晋三に新会長就任を要請することを決めた。安倍の会長就任は衆院選時からの規定路線だった。
同年11月10日に細田は議長に就任し、11日に安倍が新会長に就任した。安倍は2度目の党総裁となった2012年以来約9年ぶりに派閥へ復帰した。そして、安倍晋太郎が死去して以来30年ぶりに「安倍派」が復活した。このような親族によって派閥の名前が復活した例は、他に平成研究会（竹下派）がある。

#### 2022年
2022年3月2日、安倍、細田、事務総長の西村康稔、参議院幹事長の世耕弘成は衆議院議長公邸に集い、参院選をめぐる候補者調整について約20分間協議した。出席した世耕は否定しているが、派閥の政治資金パーティーのキックバックのあり方についても協議したとみられている。
同年4月、安倍、西村、世耕、塩谷立、下村博文は政治資金パーティーのキックバックについて協議。西村らの証言によれば、安倍はこのときキックバックの中止を幹部4人に指示したとされる。
同年5月17日、安倍派の政治資金パーティーが東京プリンスホテルで開催。出席した森喜朗は「派閥は100人を超えてはいけない」と述べた。当時の安倍派の会員数は94人だった。
同年7月8日、会長の安倍が第26回参議院議員通常選挙の遊説中に奈良市で殺害された。
同年7月10日、参議院議員選挙執行。この日の夜、森喜朗は風呂場で倒れ、集中治療室に救急車で運ばれた。集中治療室に入りながらも森は回復し、月刊誌『正論』の取材に応じた。そして安倍の後継問題について「少なくとも2年か、3年のうちに、5人のうちで自然に序列が決まっていく」と語った。5人とはすなわち、松野博一、西村康稔、萩生田光一、高木毅、世耕弘成であった。
同年7月11日午後、塩谷立、下村博文、西村、世耕の4人は派閥事務所に集まり、12日に行われる葬儀の段取りなどの打ち合わせをした。11日夕方、幹部、中堅・若手の議員およそ20人は通夜会場近くのホテルで会合を開き、対応を協議。会派の呼称に「安倍」の名を残す方針が確認された。
同年7月13日、会合が開かれ、当面は会長職を置かずに空席のままとし、会長代理の塩谷立と下村博文のほか、松野博一、西村康稔、萩生田光一、高木毅、世耕弘成の7人による世話人会を設置し、集団指導体制で運営する方針が決められた。
同年7月21日、事件後初となる総会が党本部で開催され、当面、派閥名称を変えないこと、後任の派閥会長は空席とすることなどが正式に決定された。
同年7月下旬、下村博文は安倍派会計責任者の松本淳一郎に対し、キックバックの再開を求めた。
同年8月1日、『正論』9月号が発売。前述の「5人のうちで自然に序列が決まっていく」との談話が掲載され、森は記事の中で「みんなの一致していることは、下村博文だけは排除しようということ」と暴露した。この頃から松野らは森のお墨付きのもと「安倍派5人衆」と称されるようになる。
同年8月3日、岸田文雄首相は、森、自民党参議院議員元会長の青木幹雄、党選対委員長の遠藤利明、党組織運動本部長の小渕優子と港区虎ノ門のホテル「The Okura Tokyo」の日本料理店で会食した。森は内閣改造に触れ、岸田に「安倍さんの遺志もあり、5人をそれぞれ輝く存在にしてやってほしい」と伝えた。特に萩生田、西村の要職起用を求めた。8月5日、岸田は官邸幹部らに近く人事に踏み切る意向を伝達した。党内では「驚いた」「9月じゃないのか」などの声が相次いだ。
同年8月5日、西村、世耕、塩谷、下村は政治資金パーティーのキックバックの再開について協議するため会議を開いた。会議には会計責任者の松本も陪席した。協議の結果、キックバックは継続されることとなった。協議に至る経緯、その内容等については4人の証言の間で食い違いがある。
同年8月10日、第2次岸田第1次改造内閣が発足。岸田は、萩生田を自民党政調会長に抜擢し、萩生田の後任の経済産業大臣に西村を充てた。経産相就任に伴い、西村は安倍派の事務総長を退任。
同年8月25日、高木が安倍派の事務総長に就任。
同年9月29日、幹事会が開かれ、下村は塩谷を会長に推す考えを表明した。衛藤征士郎と山崎正昭もこの案に賛意を示した。自身の会長就任に目途がついたと判断した塩谷は幹事会の直後に開かれた派閥の議員総会で、新体制に移行する方針を表明した。しかし世耕を支える参議院側から不快感が示され、世耕自身も、徐々に塩谷の会長就任に反対する姿勢を明確にしていった。
同年10月10日、塩谷、松野、西村、萩生田、高木、世耕の6人は「The Okura Tokyo」の日本料理店に集まった。総会を13日に控え、後継会長人事をめぐる最終調整のため塩谷が呼び掛けた極秘の会合だったが、この場に「近くにいたので」と森喜朗が突然現れた。森は「後任の会長は引き続き空席とする」「塩谷を座長とし、西村・萩生田・世耕の3人で派閥を運営する」と提言した。10月13日、塩谷は議員総会で、後任の会長選びをさらに先送りする意向を表明した。

#### 2023年
2023年2月7日、岸信夫が健康上の理由により議員辞職。所属議員は96人となった。
同年2月20日、北國新聞は隔週の連載記事「総理は語る」を更新し、森喜朗が初めて登場した。森はインタビューに答え、安倍の後継候補として、萩生田、世耕、松野、西村、高木の5人をそれぞれ論評。萩生田を「総合力は最も高い」と褒めた。3月23日、森は「どこかで誰か一人、代表を決めなければならない」と都内の会合で述べ、再び5人の名前を挙げた。そして投票やくじ引きで決める案に言及した。翌3月24日夜、森は5人を都内のホテルに呼び、食事をしながら派閥の運営などについて意見を交わした。
同年4月23日、衆議院と参議院をあわせ計5つの選挙区で補欠選挙が執行された。4月27日、補選で当選した岸信千世、吉田真次、白坂亜紀の3人が入会した。また同日付で無所属の片山さつきが入会した。所属議員は100人となった。森喜朗は前年の安倍派の政治資金パーティーで「派閥は100人を超えてはいけない」と述べたことを踏まえ、5月の安倍派のパーティーには出席しない旨を伝えた。
安倍派の政治資金パーティーが行われた5月16日の当日、高木と世耕は森にそれぞれ電話し、「出てください」「出ない方がおかしいですよ」と頼み、森は顔を出すだけならと出席した。森の言動はこの時期メディアから注視されており、朝日新聞は同日に報じたパーティーに関する記事の中で、森について大きく言及した。
同年6月11日、北國新聞に「総理は語る」第12回が掲載される。森は会長の人選について、「私はこれ以上介在しません。5人で話し合って決めればいい。キーマンは（高木）事務総長でしょう。安倍さんの一周忌に所属議員が集まります。その場で事務総長が『5人で話し合った結果、こうなりました』と報告するのが一番いい」と語った。
同年7月6日、自民党本部で安倍派の幹事会が開かれ、塩谷が「一周忌が終わった後、しっかりと議論をし、会長を1人に決めるべきだと考えている」と提案。この意見に下村も賛同したが、世耕が「新体制については『5人衆』で決めたい」と反対した。高木も「5人衆による運営がいちばん良い。任せてほしい」と言った。松島みどりと稲田朋美は世耕と高木の発言に疑問を呈した。「5人衆って？ マスコミが言っているだけじゃないの」
同日夕方、下村は港区赤坂の日本財団ビル3階にある森の事務所を訪ね、「何とか私を会長に」と頼み込んだ。森の証言によれば、下村は「今までのご無礼をお許しください」と土下座をし、森はそれに対し「君は私に無礼を働いたのか。その自覚があるのなら私は絶対に許さない。帰ってくれ」と言ったとされる。
同年8月7日、北國新聞に「総理は語る」第16回が掲載される。森は「例の5人は、会長代理の塩谷さんを当面の座長か代表に立て、5人で支えていくことにしたようです」と明かし、「直参の最長老格である塩谷さんにとってはそれが一番いい」と述べた。8月10日、塩谷は、自らを座長とし、新たに常任幹事会を設置し集団指導体制へ移行するという案を下村に提案した。下村はこの案に首を縦に振らず、あくまでも会長選出にこだわったが聞く者はいなかった。
同年8月17日の総会で、塩谷を座長とする新体制案が了承され、新たに設置される常任幹事会の陣容を決定した。8月23日、岸田首相、森、無派閥の山本有二、日本財団会長の笹川陽平、フジサンケイグループ代表の日枝久の4人はパレスホテル東京のフランス料理店で会食。岸田が「首相になれたのは安倍さんと麻生さんのおかげです」と語ると、森は笑みを浮かべ、人事について意見を述べた。
同年8月31日、総会が開かれ、塩谷を座長とし、萩生田、世耕、松野、西村、高木の5人が入り、これに柴山昌彦、稲田朋美、西村明宏、橋本聖子、岡田直樹、末松信介らが加わる15人の指導体制が決まった。森の意向により、下村は外された。森は口先では早く会長を決めるべきだと言っていたものの、5人を操って清和会を集団指導体制に仕立て上げ、支配力の堅持に成功した。
同年9月9日、岸田首相は13日に内閣改造と党役員人事を行う考えを与党幹部に伝えた。森は、5人衆に対し、派内から2人の初入閣を希望している旨を岸田に伝えるよう、指示した。9月11日、アジア外遊から帰国したばかりの岸田首相は、政権幹部の中で真っ先に萩生田と会談し、「官房長官か政調会長の続投を考えている」と告げた。9月13日、第2次岸田第2次改造内閣が発足し、安倍派からは順調に鈴木淳司と宮下一郎が初入閣した。森は「総理なりの配慮でしょう」とのちに語った。
同年9月13日、集団指導体制に反発した土井亨が退会届を提出し、同月15日付で退会した。退会者が出るのは安倍晋三の死去後初めてのことで、所属国会議員は99人となった。
同年11月8日、神田憲次が、2013年以降計4回、税金滞納により合計344万3800円の差押を受けていたこと、税理士資格を持っているのにもかかわらず、日本税理士会連合会の会則が定める研修を受講していないことが文春オンラインの報道により明らかとなった。11月13日、さらに神田に資産公開法違反の疑いがあることが同じく文春オンラインによって報じられた。同日、神田は財務副大臣の辞表を提出し、受理された。
同年12月1日、朝日新聞が、自民党5派閥が開いた政治資金パーティーをめぐる問題で、安倍派が、所属議員が販売ノルマを超えて集めた分の収入を裏金として議員側にキックバックする運用を組織的に続けてきた疑いがあるとスクープした。安倍派は2018～2022年に毎年1回パーティーを開き、計6億5884万円の収入を政治資金収支報告書に記載している。一方、収入・支出のいずれにも記載していない裏金の総額は直近5年間で1億円を超えるとされ（のちに5億円に修正）、共同通信は「実際のパーティー収入は少なくとも8億円前後に膨らむ可能性がある」と報じた。清和政策研究会の政治資金収支報告書の記載内容は下記のとおり。
| 年月日        | パーティー名                 | 会場               | 収入        | 購入者数 | 出典  |
| ------------- | ---------------------------- | ------------------ | ----------- | -------- | ----- |
| 2018年5月22日 | 清和政策研究会との懇親の集い | 東京プリンスホテル | 2億802万円  | 7,021人  | [37]  |
| 2019年5月21日 | 清和政策研究会との懇親の集い | 東京プリンスホテル | 1億5338万円 | 5,177人  | [123] |
| 2020年9月28日 | 清和政策研究会との懇親の集い | 東京プリンスホテル | 1億262万円  | 3,464人  | [124] |
| 2021年12月6日 | 清和政策研究会との懇親の集い | 東京プリンスホテル | 1億2万円    | 3,376人  | [125] |
| 2022年5月17日 | 清和政策研究会との懇親の集い | 東京プリンスホテル | 9480万円    | 3,200人  | [118] |
| （合計）      |                              |                    | 6億5884万円 |          |       |
パーティー券は通常1枚2万円であるため、販売枚数が推計できるが、枚数に対する購入者の比率は2018年から2022年にかけてすべて「0.675」で統一されている。日本大学名誉教授の岩井奉信は「絶対にあり得ない」とし、安倍派は政治資金収支報告書に架空の購入者数を記入したとみられる。
時効にかからない2018年以降の派閥事務総長と会長の変遷は下記のとおり。
| 年月日         | 事務総長 | 会長     |
| -------------- | -------- | -------- |
| 不詳           | 塩谷立   | 町村信孝 |
| 2014年12月25日 | 塩谷立   | 細田博之 |
| 2018年1月25日  | 塩谷立   | 細田博之 |
| 2018年1月25日  | 下村博文 | 細田博之 |
| 2019年9月11日  | 下村博文 | 細田博之 |
| 2019年9月12日  | 松野博一 | 細田博之 |
| 2021年10月6日  | 松野博一 | 細田博之 |
| 2021年10月7日  | 西村康稔 | 細田博之 |
| 2021年11月10日 | 西村康稔 | 細田博之 |
| 2021年11月11日 | 西村康稔 | 安倍晋三 |
| 2022年7月8日   | 西村康稔 | 安倍晋三 |
| 2022年7月8日   | 西村康稔 | （空席） |
| 2022年8月10日  | 西村康稔 | （空席） |
| 2022年8月25日  | 高木毅   | （空席） |
同年12月9日、座長の塩谷と「5人衆」とされる松野、高木、世耕、萩生田、西村の中枢幹部の6人全員が直近5年間でそれぞれ1千万円超～約100万円の裏金のキックバックを派閥から受け、政治資金収支報告書に記載していない疑いがあることが明らかとなった。
同年12月10日、岸田文雄首相は政権中枢からの安倍派一掃を目指し、安倍派所属の閣僚4人、副大臣5人、大臣政務官6人の政務三役15人について、全員交代させる意向を固めた。ところがその後、政務官6人の処遇について安倍派内から反発が出たため、当選1回の小森卓郎、塩崎彰久、石井拓、加藤竜祥、松本尚の5人については留任とし、当選2回の佐藤啓のみの交代に変更した。
同年12月14日、安倍派の閣僚4人（松野博一、西村康稔、鈴木淳司、宮下一郎）、副大臣5人（堀井学、堀井巌、青山周平、酒井庸行、宮澤博行）、佐藤啓政務官は辞表を提出し受理された。また、上野通子首相補佐官と和田義明防衛大臣補佐官も辞表を提出し受理された。自民党の要職にあった萩生田、高木、世耕もそれぞれ辞表を提出した。
同日、東京地検特捜部が近く安倍派側の強制捜査に乗り出す方針を固めたと共同通信が関係者の情報として伝えた。12月18日、統一教会系の日刊紙「世界日報」は連載コラムを更新。裏金問題をめぐり、「安倍派報道の屈辱に負けるな」と見出しに掲げ、「安倍派の99人は安倍元首相と安倍派の名誉にかけて、日本国のために立ち上がらなければならない」と激励した。12月19日、東京地検特捜部は安倍派と二階派の事務所の家宅捜索を開始した。
同年12月31日、議員側がノルマを超えて集めた分を派閥側に納入せずに懐に収めた「中抜き」の総額は、2018年 - 2022年の5年間で約1億円に上ることが明らかとなった。安倍派の直近5年間の裏金はキックバック分とあわせ約6億円に上るとされる。

#### 2024年
2024年1月7日、東京地検特捜部は池田佳隆と池田の政策秘書を政治資金規正法違反の疑いで逮捕した。同日付で自民党は池田を除名した。
同年1月10日、自民党は臨時の総務会を開き、裏金の再発防止策などを検討するため、「政治刷新本部」の設置を決めた。安倍派からは岡田直樹、野上浩太郎、佐々木紀、髙階恵美子、上野通子、太田房江、松川るい、吉川有美、藤原崇、高橋はるみの10議員がメンバー入りした。
同年1月13日、上記の10議員のうち、髙階を除く9人がパーティー収入の一部を政治資金収支報告書に記載せず裏金にしていた疑いがあることが明らかとなった。
同年1月19日、大野泰正が政治資金規正法違反の罪で在宅起訴され、谷川弥一が同罪で略式起訴された。これを受けて大野と谷川は自民党を離党した。安倍派の会計責任者も同罪で在宅起訴された。
同日、福田達夫ら有志の中堅・若手議員約30人は国会内で塩谷と会談。福田や佐々木紀、鈴木英敬ら20人超がまとめた「安倍派を解消すべきだ」との決議文を塩谷に提出した。
同日18時、安倍派は臨時総会を開催。所属議員の3分の2に当たる66人が出席し、安倍派は派閥解散の方針を決定した。総会後、福田達夫は「反省の上に新しい集団をつくっていくことが大事だ」と党本部で記者団に述べた。共同通信は福田の発言を報じた記事の見出しに「福田達夫氏『新しい集団つくる』 安倍派源流創設者の孫」と掲げ、派閥が世襲によって継続される兆しがあることを示した。「安倍派源流創設者の孫」はX（旧ツイッター）でトレンド入りし、「偽装解散だ」などの批判的なコメントが相次いだ。1月24日、公式サイトが閉鎖された（真っ白で閲覧不能になった）。
同年2月1日、最後の議員総会が開かれ、清算委員会を設置することが確認された。
同年3月21日、立憲民主党、日本維新の会、日本共産党、国民民主党の野党4党は、安倍派幹部ら衆議院議員6人の証人喚問を行うよう、衆議院予算委員会の小野寺五典委員長に正式に要求した。4党が要求した議員は、政治倫理審査会に出席した塩谷、西村、松野、高木、下村と、起訴され自民党を除名された池田佳隆。また、立憲民主党は参議院で、自民党との国対委員長会談の中で、政治倫理審査会に出席した世耕、西田昌司、橋本聖子と、安倍派の事務局長を加えた4人の証人喚問を行うよう要請した。
同年4月4日、自民党は座長を務めた塩谷と、参院のトップだった世耕を離党勧告処分、下村・西村康稔・高木を党員資格停止などとする処分を発表した。塩谷は同月23日に離党した。
同年5月30日、東京・平河町の事務所で神棚を廃止するための神事が行われた。神事に出席した議員は処分を受け自民党を離党した塩谷や、西村明宏ら3名のみだった。塩谷は同日、取材に対し、安倍派の政治団体の解散届については「まだ事務的なことが残っており、はっきりしていない」と述べた。
同年9月30日、東京地裁は会計責任者の松本淳一郎に禁錮3年執行猶予5年の判決を言い渡した。10月15日の控訴期限までに被告側、検察側双方が控訴しなかったため、地裁判決が確定した。
同年10月15日公示、27日投開票の第50回衆議院議員総選挙では、自民党総裁に就任した石破茂が不記載があった所属議員について非公認や比例重複を認めない措置を取り、選挙後の安倍派の衆議院議員は59人から20人まで激減した。一方で5人衆は、松野、西村、萩生田が再選し、参議院から鞍替えした世耕が初当選した。高木は落選した。派内からは「当面は党幹部に太いパイプを持つ萩生田、西村両氏を軸に結集していく」との見方も出た。
同年11月27日、事務所を閉鎖した。
同年11月29日、総務省は2023年分の政治資金収支報告書を公表。政治団体「清和政策研究会」の代表者は松本淳一郎から塩谷立に変更されていたこと、次期繰越額は3億1967万7773円であることなどが明らかとなった。

#### 2025年
2025年2月27日午前、衆議院予算委員会は、会計責任者の松本淳一郎に対する非公開の聴取を都内のホテルで実施した。松本は「2022年7月下旬に『今は現職ではない』議員にキックバックの再開を求められた」と証言し、同年8月5日に西村康稔、世耕弘成、塩谷立、下村博文の4人が行った幹部会合でキックバックの継続が決まったと説明した。安住淳委員長は聴取後、国会内で記者会見を開き、再開を求めたとされる安倍派幹部は下村か塩谷の「2人のうちどちらかになるのでは」との認識を示した。2月27日正午頃、下村は自身のX（旧ツイッター）で、「私自身は還付再開を松本淳一郎氏に指示したことも、還付再開を決定した場にいたという事実は一切ありません」と投稿した。
同年2月28日、朝日新聞が、2023年から24年にかけて東京地検特捜部が松本に対して行った聴取内容をスクープ。松本の供述により、キックバックの再開を求めた幹部は下村であることが明らかとされた。
同年6月25日、解散届を総務大臣宛てに提出し、同日付で正式に解散した。

## 歴代会長
太字は総理大臣経験者である。
| 代 | 会長                       | 派閥呼称 | 期間          |
| -- | -------------------------- | -------- | ------------- |
| 1  | 福田赳夫                   | 福田派   | 1979年-1986年 |
| 2  | 安倍晋太郎                 | 安倍派   | 1986年-1991年 |
| 3  | 三塚博                     | 三塚派   | 1991年-1998年 |
| 4  | 森喜朗                     | 森派     | 1998年-2000年 |
| 5  | 小泉純一郎                 | 森派     | 2000年-2001年 |
| 6  | 森喜朗                     | 森派     | 2001年-2006年 |
| 7  | 町村信孝                   | 町村派   | 2006年-2007年 |
| -  | 町村信孝 中川秀直 谷川秀善 | 町村派   | 2007年-2009年 |
| 8  | 町村信孝                   | 町村派   | 2009年-2014年 |
| 9  | 細田博之                   | 細田派   | 2014年-2021年 |
| 10 | 安倍晋三                   | 安倍派   | 2021年-2022年 |
| -  | 空席                       | 安倍派   | 2022年-2023年 |
| -  | 塩谷立                     | 安倍派   | 2023年-2024年 |

## 解散時の構成

### 役員
| 会長     | 常任幹事会座長 | 常任幹事 | 参議院議員会長 | 事務総長 | 事務総長代理      | 政策委員長 | 最高顧問            | 顧問                |
| -------- | -------------- | --- | -------------- | -------- | ----------------- | ---------- | ------------------- | ------------------- |
| （空席） | 塩谷立         | （衆議院） 松野博一 高木毅 柴山昌彦 松島みどり 西村康稔 西村明宏 萩生田光一 稲田朋美 （参議院） 世耕弘成 橋本聖子 野上浩太郎 岡田直樹 末松信介 山本順三 | 世耕弘成       | 高木毅   | 稲田朋美 西村明宏 |            | 衛藤征士郎 山崎正昭 | 下村博文 山谷えり子 |

（2024年1月時点）

### 衆議院議員
| 衛藤征士郎 （13回・参1回、大分2区）   | 塩谷立 （10回、比例東海・静岡8区）              | 下村博文 （9回、東京11区）           | 高木毅 （8回、福井2区）               | 松野博一 （8回、千葉3区）               |
| 吉野正芳 （8回、福島5区）             | 柴山昌彦 （7回、埼玉8区）                       | 西村康稔 （7回、兵庫9区）            | 松島みどり （7回、東京14区）          | 稲田朋美 （6回、福井1区）               |
| 奥野信亮 （6回、比例近畿）            | 鈴木淳司 （6回、愛知7区）                       | 西村明宏 （6回、宮城3区）            | 萩生田光一 （6回、東京24区）          | 宮下一郎 （6回、長野5区）               |
| 越智隆雄 （5回、比例東京・東京6区）   | 大塚拓 （5回、埼玉9区）                         | 亀岡偉民 （5回、比例東北・福島1区）  | 関芳弘 （5回、兵庫3区）               | 高鳥修一 （5回、比例北陸信越・新潟6区） |
| 中根一幸 （5回、比例北関東・埼玉6区） | 義家弘介 （4回・参1回、比例南関東・神奈川16区） | 青山周平 （4回、比例東海・愛知12区） | 大西英男 （4回、東京16区）            | 小田原潔 （4回、東京21区）              |
| 菅家一郎 （4回、比例東北・福島4区）   | 神田憲次 （4回、愛知5区）                       | 佐々木紀 （4回、石川2区）            | 田畑裕明 （4回、富山1区）             | 根本幸典 （4回、愛知15区）              |
| 藤原崇 （4回、岩手3区）               | 福田達夫 （4回、群馬4区）                       | 細田健一 （4回、新潟2区）            | 堀井学 （4回、比例北海道・北海道9区） | 三ッ林裕巳 （4回、埼玉14区）            |
| 宮沢博行 （4回、比例東海・静岡3区）   | 簗和生 （4回、栃木3区）                         | 山田美樹 （4回、東京1区）            | 尾身朝子 （3回、比例北関東）          | 杉田水脈 （3回、比例中国）              |
| 谷川とむ （3回、比例近畿・大阪19区）  | 宗清皇一 （3回、比例近畿・大阪13区）            | 和田義明 （3回、北海道5区）          | 上杉謙太郎 （2回、比例東北・福島3区） | 木村次郎 （2回、青森3区）               |
| 高木啓 （2回、比例東京）              | 髙階恵美子 （1回・参2回、比例中国）             | 井原巧 （1回・参1回、愛媛3区）       | 若林健太 （1回・参1回、長野1区）      | 石井拓 （1回、比例東海・愛知13区）      |
| 加藤竜祥 （1回、長崎2区）             | 小森卓郎 （1回、石川1区）                       | 塩崎彰久 （1回、愛媛1区）            | 鈴木英敬 （1回、三重4区）             | 松本尚 （1回、千葉13区）                |
| 岸信千世 （1回、山口2区）             | 吉田真次 （1回、山口4区）                       |                                      |                                       |                                         |

（計57名）

### 参議院議員
| 山崎正昭 （6回、福井県）        | 世耕弘成 （5回、和歌山県）        | 橋本聖子 （5回、比例区）   | 岡田直樹 （4回、石川県） | 末松信介 （4回、兵庫県）        |
| 野上浩太郎 （4回、富山県）      | 山谷えり子 （4回・衆1回、比例区） | 山本順三 （4回、愛媛県）   | 上野通子 （3回、栃木県） | 江島潔 （3回、山口県）          |
| 衛藤晟一 （3回・衆4回、比例区） | 片山さつき （3回・衆1回、比例区） | 北村経夫 （3回、山口県）   | 西田昌司 （3回、京都府） | 長谷川岳 （3回、北海道）        |
| 古川俊治 （3回、埼玉県）        | 丸川珠代 （3回、東京都）          | 宮本周司 （3回、石川県）   | 森まさこ （3回、福島県） | 赤池誠章 （2回・衆1回、比例区） |
| 石井正弘 （2回、岡山県）        | 石田昌宏 （2回、比例区）          | 井上義行 （2回、比例区）   | 太田房江 （2回、大阪府） | 酒井庸行 （2回、愛知県）        |
| 佐藤啓 （2回、奈良県）          | 滝波宏文 （2回、福井県）          | 長峯誠 （2回、宮崎県）     | 羽生田俊 （2回、比例区） | 堀井巌 （2回、奈良県）          |
| 松川るい （2回、大阪府）        | 山田宏 （2回・衆2回、比例区）     | 吉川有美 （2回、三重県）   | 生稲晃子 （1回、東京都） | 加田裕之 （1回、兵庫県）        |
| 古庄玄知 （1回、大分県）        | 白坂亜紀 （1回、大分県）          | 高橋はるみ （1回、北海道） | 友納理緒 （1回、比例区） |                                 |

　(計39名）

### 準会員
| 中山泰秀 （衆5回、大阪4区）  | 上野宏史 （衆2回・参1回、比例北関東） | 長尾敬 （衆3回、大阪14区） | 安藤高夫 （衆1回、比例東京） |
| 今村洋史 （衆1回、比例東京） | 加納陽之助 （大阪15区）               | 髙橋祐介 （北海道2区）     |                              |

　(計7名）

## かつて在籍していた人物

### 2021年9月まで
清和会以前の離脱者、現行の準会員を除く。
- 福家俊一
1984年10月に離脱。
- 林大幹
自由革新同友会へ移籍。
- 土屋義彦
1992年、議員辞職。
- 加藤六月、松本十郎、吹田愰、田名部匡省、江口一雄、宮里松正、古賀一成、加藤武徳、倉田寛之、山岡賢次、下稲葉耕吉、二木秀夫、木暮山人
三六戦争に伴い、離脱。政眞会に参加。
- 武村正義、佐藤謙一郎、渡海紀三朗、園田博之
1993年6月21日、新党さきがけ結党に参加。
- 鹿野道彦、北川正恭、佐藤敬夫、坂本剛二、増子輝彦
1994年に自民党離党。新党みらい結党に参加。
- 扇千景
1994年に自民党離党。新生党に入党。
- 大塚雄司
1994年12月に自民党離党。新進党結党に参加。
- 石原慎太郎
1995年に議員辞職。
- 石原伸晃
1996年に退会。宏池会・無派閥を経て、2007年に近未来政治研究会に入会。
- 亀井静香、河村建夫、小林興起、中川昭一、平沼赳夫、古屋圭司、松岡利勝、矢上雅義、谷津義男、狩野安、桜井新
1998年9月に退会。亀井グループを経て1999年3月18日、志帥会結成に参加。
- 中山太郎
1998年9月に退会。
- 荒井広幸
1998年9月に退会。無派閥を経て、2000年に志帥会に入会。
- 野田実
1998年11月17日、当選無効。
- 中島洋次郎
1999年1月12日、議員辞職。
- 栗本慎一郎
1999年東京都知事選挙を巡り、離脱。
- 小泉純一郎
内閣総理大臣就任に伴い離脱。退任後も復帰せず、第45回衆議院議員総選挙に不出馬。
- 坂井隆憲
2003年3月に自民党除名。
- 城内実
第44回衆議院議員総選挙で非公認。自民党復党後は再入会せず、無派閥のまま菅義偉グループに参加。その後、2023年5月に近未来政治研究会に入会。
- 沓掛哲男
第21回参議院議員通常選挙に不出馬。引退後に民主党比例北陸信越ブロック公認候補となり、離脱。
- 小林温
2007年9月4日、議員辞職。
- 福田良彦
2008年1月22日、議員辞職。
- 並木正芳
第45回衆議院議員総選挙落選後、離脱。
- 中川秀直、小池百合子
2009年10月に退会。
- 山本一太
2010年4月に退会。
- 若林正俊
2010年4月2日、議員辞職。
- 中山恭子
2010年6月に自民党除名。
- 上野公成
2010年6月4日に自民党離党。
- 中山成彬
第45回衆議院議員総選挙に不出馬。その後第22回参議院議員通常選挙を巡り、2010年8月4日に自民党除名。
- 森喜朗
2010年9月に退会。
- 山本拓
2010年11月に退会。2014年12月に志帥会に入会。
- 高市早苗
2011年に退会。
- 中野正志
2012年7月に自民党離党。
- 谷畑孝
2012年9月に自民党除名。
- 中川俊直
2017年4月21日に自民党離党。
- 豊田真由子
2017年8月10日に自民党離党。
- 礒崎陽輔
第25回参議院議員通常選挙落選後、2023年12月4日に自民党離党。
- 白須賀貴樹
2021年2月17日に自民党離党。

### 2021年10月以降
| 年月日         | 事由 | 衆 | 参 | 合計 |
| -------------- | --- | -- | -- | ---- |
| 2021年10月19日 | 第49回衆院選公示。馳浩、加藤寛治、穴見陽一、古田圭一は不出馬。髙階恵美子は参議院から鞍替えして立候補。                                                                     | 55 | 35 | 90   |
| 2021年10月31日 | 第49回衆院選執行。若林健太、井原巧、石井拓、加藤竜祥、小森卓郎、松本尚、鈴木英敬、塩崎彰久が当選。鞍替えした髙階恵美子が当選。中山泰秀、長尾敬、松本文明、安藤高夫は落選。 | 52 | 35 | 87   |
| 2021年11月10日 | 細田博之は衆議院議長に就任し、派閥を離脱。 | 51 | 35 | 86   |
| 2021年11月11日 | 安倍晋三は清和会新会長に就任し、派閥に復帰。 | 52 | 35 | 87   |
| 2021年11月     | 衆院選で当選した若林、井原、石井、加藤、小森、松本が入会。 | 58 | 35 | 93   |
| 2021年11月25日 | 衆院選で当選した鈴木、塩崎が入会。 | 60 | 35 | 95   |
| 2021年12月24日 | 山田修路が参議院議員を辞職。 | 60 | 34 | 94   |
| 2022年6月22日  | 第26回参院選公示。中川雅治、宮島喜文は不出馬。 | 60 | 32 | 92   |
| 2022年7月8日   | 安倍晋三が死去。 | 59 | 32 | 91   |
| 2022年7月10日  | 第26回参院選執行。生稲晃子、古庄玄知、友納理緒、井上義行が当選。 | -- | -- | --   |
| 2022年7月21日  | 橋本聖子、衛藤晟一が入会。参院選で当選した生稲、古庄、友納、井上が入会。                                                                                                   | 59 | 38 | 97   |
| 2023年2月7日   | 岸信夫が議員辞職。 | 58 | 38 | 96   |
| 2023年4月23日  | 岸信千世、吉田真次、白坂亜紀が補選で初当選。 | -- | -- | --   |
| 2023年4月27日  | 岸、吉田、白坂の3人が入会。 | 60 | 39 | 99   |
| 同日           | 無派閥の片山さつきが入会。 | 60 | 40 | 100  |
| 2023年9月15日  | 土井亨が退会。 | 59 | 40 | 99   |
| 2023年10月20日 | 細田博之が衆議院議長を辞任し、派閥に復帰。 | 60 | 40 | 100  |
| 2023年11月10日 | 細田博之が死去。 | 59 | 40 | 99   |
| 2024年1月7日   | 池田佳隆が党から除名される。 | 58 | 40 | 98   |
| 2024年1月19日  | 谷川弥一、大野泰正が離党。 | 57 | 39 | 96   |

### その他国政選挙落選・引退者
※は、国政選挙落選者、◆は、政界を引退した者、●は、故人。括弧内は、議員でなくなった時点での議会所属。
- 村上茂利※（衆・旧北海道2区）
- 三枝三郎※（衆・旧北海道4区）
- 高橋辰夫※（衆・旧北海道4区）
- 石崎岳※（衆・北海道3区）
- 町村信孝●（衆・北海道5区）
- 金田英行※（衆・比例北海道）
- 前田一男※（衆・比例北海道）
- 伊達忠一◆（参・北海道）
- 木村太郎●（衆・青森4区）
- 長谷川峻●（衆・旧宮城2区）
- 三塚博◆（衆・宮城3区）
- 亀谷博昭※（参・宮城県）
- 岩城光英※（参・福島県）
- 鈴木省吾◆（参・福島県）
- 菅野佐智子※（衆・比例東北）
- 玉澤徳一郎◆（衆・比例東北）
- 橋本英教※（衆・比例東北）
- 御法川英文●（衆・比例東北）
- 塚原俊平●（衆・茨城5区）
- 狩野明男●（参・茨城県）
- 藤尾正行◆（衆・旧栃木2区）
- 久保田円次※（衆・旧群馬1区）
- 中島源太郎●（衆・旧群馬2区）
- 長谷川四郎◆（衆・旧群馬2区）
- 福田赳夫◆（衆・旧群馬3区）
- 福田康夫◆（衆・群馬4区）
- 福田宏一◆（参・群馬県）
- 山本富雄●（参・群馬県）
- 早川忠孝※（衆・埼玉4区）
- 大野松茂◆（衆・埼玉9区）
- 加藤卓二※（衆・埼玉11区）
- 三ッ林隆志※（衆・埼玉14区）
- 三ッ林弥太郎◆（衆・埼玉14区）
- 上原正吉◆（参・埼玉県）
- 関根則之※（参・埼玉県）
- 尾身幸次※（衆・比例北関東）
- 今野智博※（衆・比例北関東）
- 始関伊平◆（衆・旧千葉1区）
- 宇野亨◆（衆・旧千葉2区）
- 池田淳※（衆・旧千葉3区）
- 友納武人◆（衆・旧千葉4区）
- 江口一雄※（衆・千葉2区）
- 田中昭一◆（衆・千葉4区）
- 菅野儀作●（参・千葉県）
- 佐藤一郎◆（衆・旧神奈川4区）
- 飯島忠義※（衆・神奈川4区）
- 石橋一弥◆（衆・比例南関東）
- 田辺国男◆（衆・比例南関東）
- 中村正三郎◆（衆・比例南関東）
- 山口シヅエ※（衆・旧東京6区）
- 新井将敬●（衆・東京4区）
- 小川友一◆（衆・東京21区）
- 越智通雄●（衆・比例東京）
- 松本文明※（衆・比例東京）
- 中川雅治◆（参・東京都）
- 佐藤隆●（衆・旧新潟2区）
- 鹿熊安正◆（参・富山県）
- 馳浩◆（衆・石川1区）
- 北村茂男◆（衆・石川3区）
- 松村龍二◆（参・福井県）
- 倉石忠雄◆（衆・旧長野1区）
- 宮下創平◆（衆・長野5区）
- 橘康太郎◆（衆・比例北陸信越）
- 長勢甚遠◆（衆・比例北陸信越）
- 野田卯一※（衆・旧岐阜1区）
- 古屋亨◆（衆・旧岐阜2区）
- 佐野嘉吉※（衆・旧静岡1区）
- 中野四郎●（衆・旧愛知4区）
- 杉浦正建◆（衆・愛知12区）
- 村田敬次郎◆（衆・愛知15区）
- 鈴木政二◆（参・愛知県）
- 杉田元司※（衆・比例東海）
- 東郷哲也※（衆・比例東海）
- 西田猛●（衆・大阪9区）
- 塩川正十郎◆（衆・大阪13区）
- 北川一成◆（参・大阪府）
- 谷川秀善◆（参・大阪府）
- 坪井一宇※（参・大阪府）
- 渡海元三郎※（衆・旧兵庫3区）
- 堀内俊夫◆（参・奈良県）
- 坊秀男◆（衆・旧和歌山1区）
- 正示啓次郎※（衆・旧和歌山2区）
- 早川崇●（衆・旧和歌山2区）
- 島田安夫●（衆・鳥取県全県区）
- 細田吉蔵◆（衆・島根県全県区）
- 細田博之●（衆・島根1区）
- 安倍晋太郎●（衆・旧山口1区）
- 田中龍夫◆（衆・旧山口1区）
- 岸信介◆（衆・旧山口2区）
- 安倍晋三●（衆・山口4区）
- 古田圭一◆（衆・比例中国）
- 秋田大助※（衆・徳島県全県区）
- 谷川寛三◆（参・高知県）
- 森清◆（衆・旧愛媛2区）
- 山崎平八郎●（衆・旧福岡3区）
- 尾形智矩※（衆・旧福岡4区）
- 本村和喜●（参・福岡県）
- 保利茂●（衆・佐賀県全県区）
- 白浜仁吉●（衆・旧長崎2区）
- 加藤寛治◆（衆・長崎2区）
- 虎島和夫◆（衆・長崎3区）
- 園田直●（衆・旧熊本2区）
- 沢田一精◆（参・熊本県）
- 穴見陽一◆（衆・大分1区）
- 瀬戸山三男※（衆・旧宮崎2区）
- 中馬辰猪※（衆・旧鹿児島2区）
- 金丸三郎◆（参・鹿児島県）
- 國場幸昌◆（衆・沖縄県全県区）
- 嘉数知賢※（衆・沖縄3区）
- 宮路和明◆（衆・比例九州）
- 丸茂重貞●（参・全国区）
- 赤石清美◆（参・比例区）
- 石本茂◆（参・比例区）
- 釜本邦茂※（参・比例区）
- 清水嘉与子◆（参・比例区）
- 田沢智治※（参・比例区）
- 中村博彦●（参・比例区）
- 成瀬守重◆（参・比例区）
- 南野知惠子◆（参・比例区）
- 野沢太三◆（参・比例区）
- 宮島喜文◆（参・比例区）